# 城山村 (栃木県)
城山村（しろやまむら）は栃木県の中部、河内郡に属していた村である。

## 地理
大谷石の産地であった。
- 河川：姿川、赤川、武子川
- 山岳：古賀志山、雲雀鳥屋、多気山

## 歴史
- 1889年（明治22年）4月1日 - 町村制施行により、荒針村、飯田村、駒生村、田下村、福岡村、古賀志村が合併し河内郡城山村が成立する。
- 1939年（昭和14年）4月1日 - 駒生の一部（字一の沢）が宇都宮市へ編入される。
- 1947年（昭和22年）9月4日 - 昭和天皇の戦後巡幸。村長の先導により天皇、皇后が村内の大谷石採掘場を視察[3]。
- 1954年（昭和29年）
  - 4月 - 古賀志の一部（字高谷）が菊沢村（現・鹿沼市）へ編入される[4]。
  - 11月1日 - 豊郷村、国本村、富屋村、篠井村の一部とともに宇都宮市へ編入され消滅。

### 村名の由来
多気城が山に築かれたことにちなむ。

## 地域

### 学校
- 栃木県立宇都宮農業高等学校城山分校
- 城山村立城山中学校
- 城山村立中央小学校
- 城山村立南小学校
- 城山村立西小学校

## 行政
町村制施行時の村役場は荒針の渡辺庄作邸を借用していたが、1893年（明治26年）に荒針字田中に新築移転した。役場跡地は荒針公民館になっている。
- 城山村長[6]

| 代 | 氏名         | 就任                       | 退任                       | 備考 |
| -- | ------------ | -------------------------- | -------------------------- | ---- |
| 1  | 野尻甚八     | 1889年（明治22年）5月8日   | 1890年（明治23年）3月13日  |      |
| 2  | 田代松枝     | 1890年（明治23年）3月14日  | 1890年（明治23年）5月19日  |      |
| 3  | 北条新造     | 1890年（明治23年）6月1日   | 1891年（明治24年）6月29日  |      |
| 4  | 渡辺六郎     | 1891年（明治24年）6月30日  | 1894年（明治27年）1月29日  |      |
| 5  | 北条新造     | 1894年（明治27年）2月12日  | 1897年（明治31年）2月11日  |      |
| 6  | 北条新造     | 1897年（明治31年）2月21日  | 1901年（明治34年）3月4日   |      |
| 7  | 谷古宇諄一郎 | 1901年（明治34年）3月14日  | 1905年（明治38年）3月13日  |      |
| 8  | 谷古宇諄一郎 | 1905年（明治38年）3月22日  | 1906年（明治39年）7月15日  |      |
| 9  | 野尻甚八     | 1906年（明治39年）8月11日  | 1906年（明治39年）11月1日  |      |
| 10 | 安納幸吉     | 1906年（明治39年）11月7日  | 1910年（明治43年）11月6日  |      |
| 11 | 小野口登     | 1910年（明治43年）11月16日 | 1911年（明治44年）6月17日  |      |
| 12 | 渡辺陳平     | 1911年（明治44年）6月28日  | 1915年（大正4年）6月27日   |      |
| 13 | 杉浦一作     | 1915年（大正4年）11月8日   | 1919年（大正8年）11月7日   |      |
| 14 | 杉浦一作     | 1919年（大正8年）11月8日   | 1921年（大正10年）4月15日  |      |
| 15 | 渡辺湊       | 1921年（大正10年）4月19日  | 1925年（大正14年）4月18日  |      |
| 16 | 渡辺湊       | 1925年（大正14年）4月19日  | 1929年（昭和4年）4月18日   |      |
| 17 | 渡辺湊       | 1929年（昭和4年）4月19日   | 1933年（昭和8年）4月18日   |      |
| 18 | 渡辺湊       | 1933年（昭和8年）4月19日   | 1935年（昭和10年）4月15日  |      |
| 19 | 渡辺志郎     | 1935年（昭和10年）10月4日  | 1939年（昭和14年）9月2日   |      |
| 20 | 渡辺志郎     | 1939年（昭和14年）10月7日  | 1942年（昭和17年）3月5日   |      |
| 21 | 渡辺志郎     | 1942年（昭和17年）5月9日   | 1945年（昭和20年）3月8日   |      |
| 22 | 安納基       | 1945年（昭和20年）9月29日  | 1947年（昭和22年）4月5日   |      |
| 23 | 安納基       | 1947年（昭和22年）4月6日   | 1951年（昭和26年）4月4日   |      |
| 24 | 安納基       | 1951年（昭和26年）4月23日  | 1954年（昭和29年）10月31日 |      |

## 交通

### 鉄道
- 東武鉄道
  - 大谷軽便線
    - （西川田駅） - 瓦作駅 - 立岩駅
    - （西川田駅） - 荒針駅

  - 大谷軌道線
    - （西原町駅） - 荒針駅〔1940年廃止〕
    - 荒針駅 - 大谷駅 - 風返駅〔1952年廃止〕
    - 荒針駅 - 瓦作駅 - 弁天山駅〔1952年廃止〕

### 道路
- 大谷街道（現・栃木県道70号宇都宮今市線、栃木県道188号大谷観音線）

## 名所・旧跡
- 大谷寺
  - 大谷磨崖仏
  - 大谷平和観音
- 多気山不動尊
- 大谷の奇岩群
- 多気城跡